# Giovanni Pisano
Giovanni (di Niccolò) Pisano (* um 1248 in Pisa; † 1318 in Siena) war ein italienischer Baumeister und Bildhauer. Sein Grabmal befindet sich an einer Mauer des Doms von Siena.

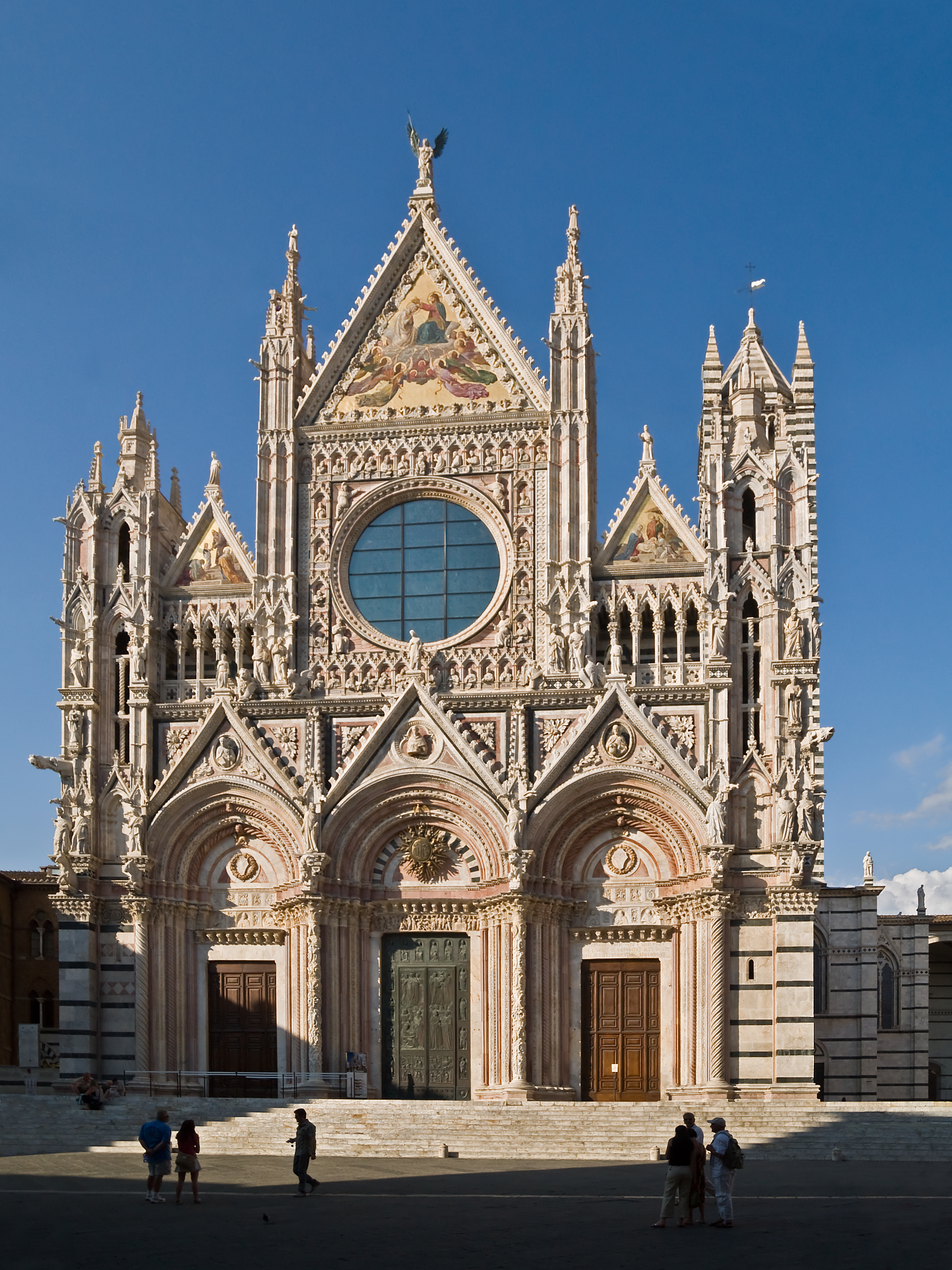
Fassade des Doms von Siena

## Leben und Werk
Giovanni Pisano, Sohn und Schüler von Niccolò Pisano, lernte sein Handwerk bei seinem Vater und war mit ihm auch an der Kanzel des Doms zu Siena und am Figurenschmuck an der Fontana Maggiore in Perugia tätig. In den Vite Giorgio Vasaris wird er gemeinsam mit seinem Vater erwähnt.
Im Jahr 1284 wurde er zum Dombaumeister von Siena ernannt. Gleichzeitig arbeitete er ab 1290 an den Skulpturen der Fassade des Doms zu Orvieto, in denen sich zuerst das subjektive, nach Individualisierung strebende Element der italienischen Plastik zeigt. Es scheint, dass bei dieser Arbeit deutsche Bildhauer auf ihn eingewirkt und ihn zu einer tieferen Ausbildung des Gefühlsmoments geführt haben könnten. 1298–1301 schuf er in Pistoia die sechseckige Marmorkanzel von Sant’Andrea mit christologischen Reliefs sowie das Weihwasserbecken in San Giovanni. 1297 wurde er Dombaumeister in Pisa. Dort entstanden einige seiner Hauptwerke, wie die Büsten- und Vollfiguren der gotischen Geschosse des Baptisteriums, mit denen sein Vater 1270 begonnen hatte, und die kreisförmige, von zehn Säulen und einem figurierten Mittelpfeiler gestützte Kanzel des Domes von Pisa (1302–1311). Man spürt hier den französischen Einfluss der Kathedralplastik, die Figuren lösen sich immer mehr aus ihrer ikonenhaften Starre, was ihnen Lebendigkeit und Vielfältigkeit im körperlichen und im psychologischen Ausdruck verleiht. Hier zeigt sich das künstlerische Temperament des Bildhauers am deutlichsten.

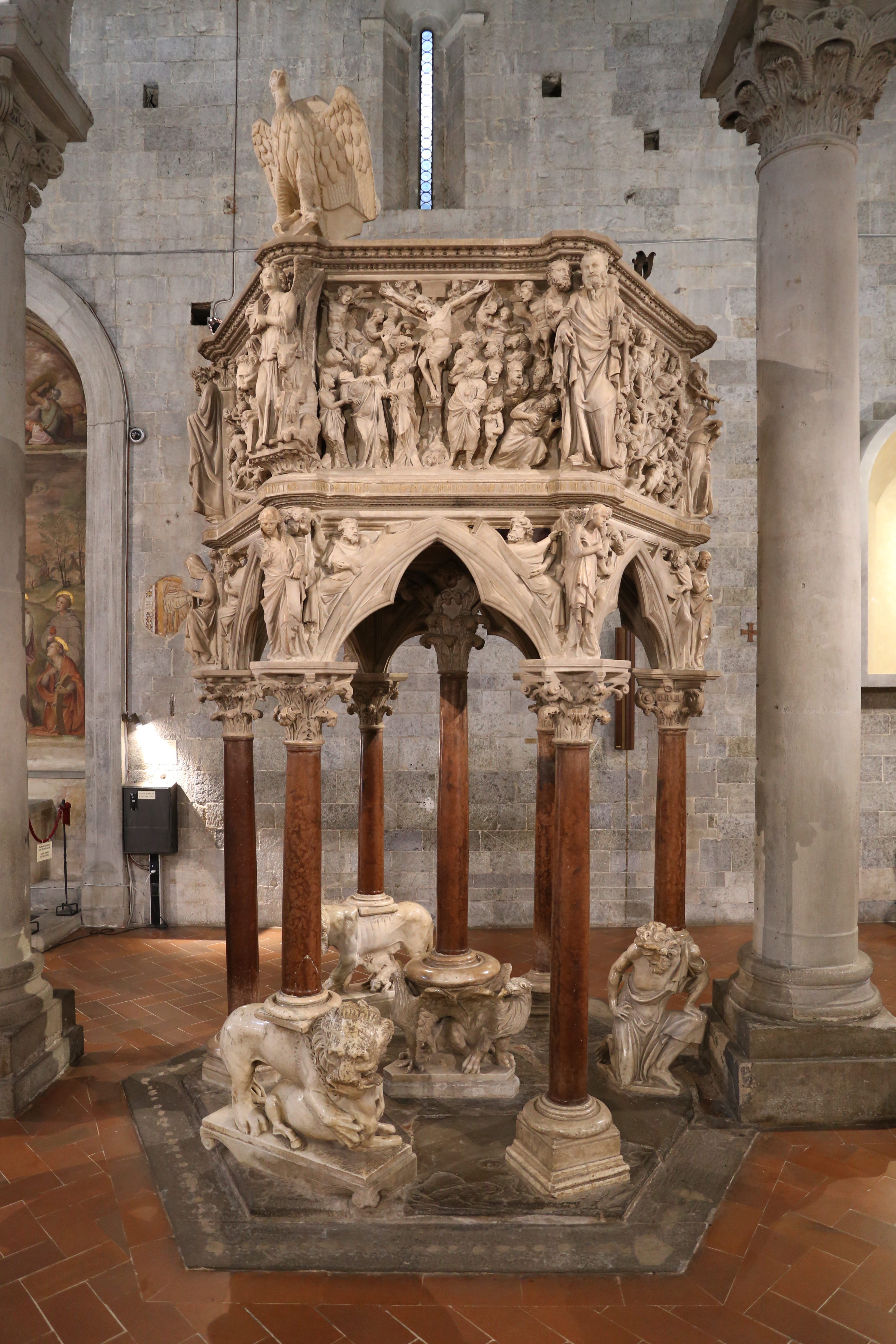
Kanzel in Sant'Andrea in Pistoia

Für San Domenico in Perugia schuf Pisano 1305 das Monument des Papstes Benedikt XI. (spitzgiebelige Nische mit Sarkophag darin). Sein letztes bedeutendes Werk war das Grabmal eines Scrovegno in der Cappella degli Scrovegni zu Padua. Von seinen Madonnenstatuen ist die trefflichste die Madonna del Fiore am zweiten Südportal des Doms zu Florenz. Als Architekt baute er von 1278 bis 1283 am Camposanto von Pisa sowie Santa Maria della Spina; das Baptisterium versah er (oder schon Niccolò) mit gotischen Giebeln und Tabernakeln.
1286–1289 entwarf er die Fassade des Doms von Siena, welche seinem Schüler Lorenzo di Maitano als Vorbild für die von Orvieto diente. Neben den architektonischen Arbeiten in Siena und Pisa schuf er den Chor der Kirche in Massa Marittima, 1287, und den des Doms von Prato (gegen 1317), insbesondere soll die Kapelle della Cintola sein Werk sein. Seine Mitarbeit bei der Fertigstellung der Kirche San Paolo a Ripa d’Arno gilt als wahrscheinlich. 
In der Skulptur wie in der Architektur eröffnete er eine neue Richtung, die sich über ganz Italien ausbreitete. Seine Figuren, in denen er nach kraftvollstem Ausdruck ringt, macht er zu Trägern echter religiöser Empfindung. In den Kompositionsmotiven schloss er sich der Überlieferung im Wesentlichen an. Doch war er der erste, welcher die weiblichen Allegorien mit zeitgenössischer Kleidung entwarf. Ebenso führte Pisano die stehende Madonna in die italienische Skulptur ein. Auch für seine Marmortechnik wurde er bekannt. Als Architekt war er ganz der Gotik verbunden.
Zu den bedeutendsten Spätwerken Pisanos wird das Grabmal der deutschen Königin Margarete von Brabant gezählt, mit dem ihr Ehemann Heinrich VII. nach ihrem Tod 1311 Pisano beauftragte. Grablege war die Klosterkirche San Francisco di Castelletto in Genua. Das fragmentarisch erhaltene Grabmal ist heute im Museo di Sant' Agostino di Genova ausgestellt.
Zahlreiche Madonnenstatuen in Marmor (Madonna des Dommus, Pisa, ca. 1275; Elfenbein-Madonna, Pisa, Dom, 1298; Madonna in der Arenakapelle, Padua, 1305; Madonna della Cintola, um 1315, Prato) stammen aus seiner Hand – diese mit einer eindrucksvoll realistisch ausgeführten plastischen Sprache gestaltet, die der Statue einen idealisierend-hoheitsvollen, an der Antike orientierten Ausdruck verleihen.